# Africa Sports (football)
 (novembre 2022).
Si vous disposez d'ouvrages ou d'articles de référence ou si vous connaissez des sites web de qualité traitant du thème abordé ici, merci de compléter l'article en donnant les références utiles à sa vérifiabilité et en les liant à la section « Notes et références ».
Maillots
Actualités
L'Africa Sports d'Abidjan est un club de football ivoirien basé à Abidjan. C'est l'une des sections du club omnisports d'Africa Sports d'Abidjan. L'Africa Sports d'Abidjan est le premier plus grands clubs de Côte d’Ivoire.L’Africa Sports d’Abidjan évolue actuellement en Ligue 2 ivoirienne.

## Histoire

### Les débuts du club
Le 27 avril 1947 à Treichville, Habitat Craône, des jeunes Bétés, notamment Pierre Doua Sery dit Mogador, Léon Blé, Pascal Bailly, Albert Guigui, Pierre Zokou, grand fans de football et évoluant au Club Sportif Bété (CSB), se réunissent et décident séance tenante de changer le nom de leur club. Le Club Sportif Bété devenu gênant, il fallait faire quelque chose afin que les autres frères ivoiriens et africains puissent jouer sans discrimination dans leur équipe de football. Ensemble, ils ont proposé des noms et la proposition de Pascal Bailly, inspiré du nom d'un journal de l'époque "Afrique Sport" a retenu l'attention des autres, et ainsi l'Africa Sports est né et qui deviendra par la suite Africa Sports National.

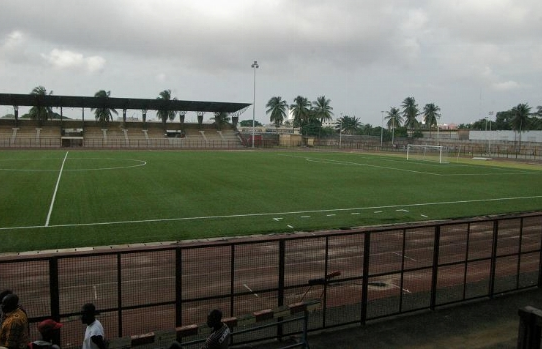
Le stade Robert Champroux où joue l'Africa Sports

Le premier président fut Léon Blé. Son atelier de menuiserie contigu à son logement était le lieu où les joueurs dormaient pour la mise au vert, il se trouvait à Treichville à l'angle de l'avenue no 1 et l'avenue no 2.
Des plats leur étaient servis avant les matchs de football, ils dormaient sur des nattes et n'étaient pas exigeants. Nana Akué alors en service au dispensaire d'Adjamé servait de médecin de l'équipe; il était aidé dans sa tâche par Albert Guigui.
L'ancien président du club se nomme Kuyo Tea Narcisse, ancien défenseur du club vert et rouge. Il donne au club deux titres de champion et une Coupe Nationale en tant que président. L'avenir est plutôt rayonnant pour ce sportif devenu président de club.
Le Président élu de l'Africa Sports d'Abidjan est Vagba Alexis. Après plusieurs années de disette le club vert et rouge renoue avec un titre de champion de Côte d'Ivoire en 2011.

### À la conquête des titres
L'Africa Sports est le deuxième club le plus titré en Côte d'Ivoire, derrière son éternel rival l'ASEC Mimosas.
Le 6 décembre 1992, il est encore le premier club ivoirien à remporter la coupe d'Afrique des vainqueurs de coupe après avoir battu en finale le club burundais de Vital’O FC.
Le 10 janvier 1993, il décroche la première édition officielle de la Supercoupe de la CAF en battant le club marocain du Wydad de Casablanca aux tirs au but.

## Historique des logos

1948-2006
2007-2012

## Palmarès
| Compétitions nationales | Compétitions internationales |
| - Championnat de Côte d'Ivoire (18) : - Champion : 1956, 1967, 1968, 1971, 1977, 1978, 1982, 1983, 1985, 1986, 1987, 1988, 1989, 1996, 1999, 2007, 2008, 2011 - Vice Champion : 1991, 1993, 1994, 2003, 2004, 2005, 2009 - Coupe de Côte d'Ivoire (21) (record) :: - Vainqueur : 1953, 1954, 1956, 1958, 1961, 1964, 1977, 1978, 1979, 1981, 1982, 1985, 1986, 1989, 1993, 1998, 2002, 2009, 2010, 2015, 2017 - Finaliste : 1962, 1969, 1974, 1994, 1996, 1997, 2003 - Super Coupe Félix Houphouët-Boigny (12) : - Vainqueur : 1977, 1979, 1981, 1982, 1986, 1987, 1988, 1989, 1991, 1993, 2003, 2015. - Finaliste (incomplet) : 1997, 1998, 1999, 2011, 2017 - Championnat d'Abidjan (3) : - Vainqueur : 1952, 1954, 1956 | - Ligue des champions d'Afrique : - Finaliste : 1986. - Coupe d'Afrique des vainqueurs de coupes (2) : - Vainqueur : 1992 et 1999. - Finaliste : 1980 et 1993. - Supercoupe de la CAF (1) : - Vainqueur : 1993. - Finaliste : 2000. - Coupe de l'UFOA (3) : - Vainqueur : 1985, 1986 et 1991. - Coupe de l'AOF (1) : - Vainqueur : 1958. |

Champion de la ligue 2 
Ivoirienne ( 2024 )

## Personnalités du club

### Entraîneurs
Liste des entraîneurs, :
- Jan. 1980-Déc. 1983 :   Velimir Naumović
- 1987-1989 :  Mamadou Keïta
- Juil. 1992-juil. 1993 :  Ibrahim Sunday
- Juil. 1999-juil. 2001 :  Martial Yeo
- Juil. 1999-juin  2002 :  Gianfranco Degli Schiavi
- Juil. 2001-juil. 2002 :  Christian Zermatten
- 2005 :  François Zahoui
- Nov. 2006-mai 2007 :  Francesco Moriero
- Juil. 2007-avr. 2009 :  Salvatore Nobile
- Avr. 2009-juil. 2010 :  Gianni Bortoletto
- Juil. 2010-oct. 2012 :  Salvatore Nobile
- Oct. 2012-juin 2013 :  Milisav Bogdanovic
- Févr. 2014-avr. 2014 :  Jean-Jacques Eydelie
- Juil. 2016-? :  Rigo Gervais
- 13 Octobre 2022 :    Hage Mohamed AIT-HIDA

### Anciens joueurs
Parmi les anciens joueurs de l'Africa Sports on a : 
- Kader Keita
- Babou Éric (romario)
- Fadel
- Serge Gogoua [11]